# Grafengehaig
Grafengehaig – gmina targowa w Niemczech, w kraju związkowym Bawaria, w rejencji Górna Frankonia, w regionie Oberfranken-Ost, w powiecie Kulmbach, wchodzi w skład wspólnoty administracyjnej Marktleugast. Leży w Lesie Frankońskim.
Gmina położona jest 15 km na północny wschód od Kulmbach i 25 km na południowy zachód od Hof.

## Dzielnice
W skład gminy wchodzą następujące dzielnice: 
| - Bromenhof - Eppenreuth - Grafengehaig - Guttenberger Hammer - Hetzenhof - Hintererb - Höhhof - Hohenreuth - Horbach - Hübnersmühle - Hüttenbach - Mehlthaumühle - Mesethmühle - Oberweißenstein | - Rappetenreuth - Schindelwald - Schlockenau - Seifersreuth - Vollauf - Vollaufmühle - Vordererb - Walberngrün - Waldhermes - Weidmes - Weiglas - Weißenstein - Zegast |

## Demografia
| Rok  | Liczba mieszk. |
| ---- | -------------- |
| 1970 | 1431           |
| 1987 | 1109           |
| 2000 | 1094           |
| 2006 | 1017           |

## Zabytki i atrakcje
- Kościół  z XV wieku

## Oświata
(na 1999)

W gminie znajduje się 35 miejsc przedszkolnych (z 30 dziećmi).

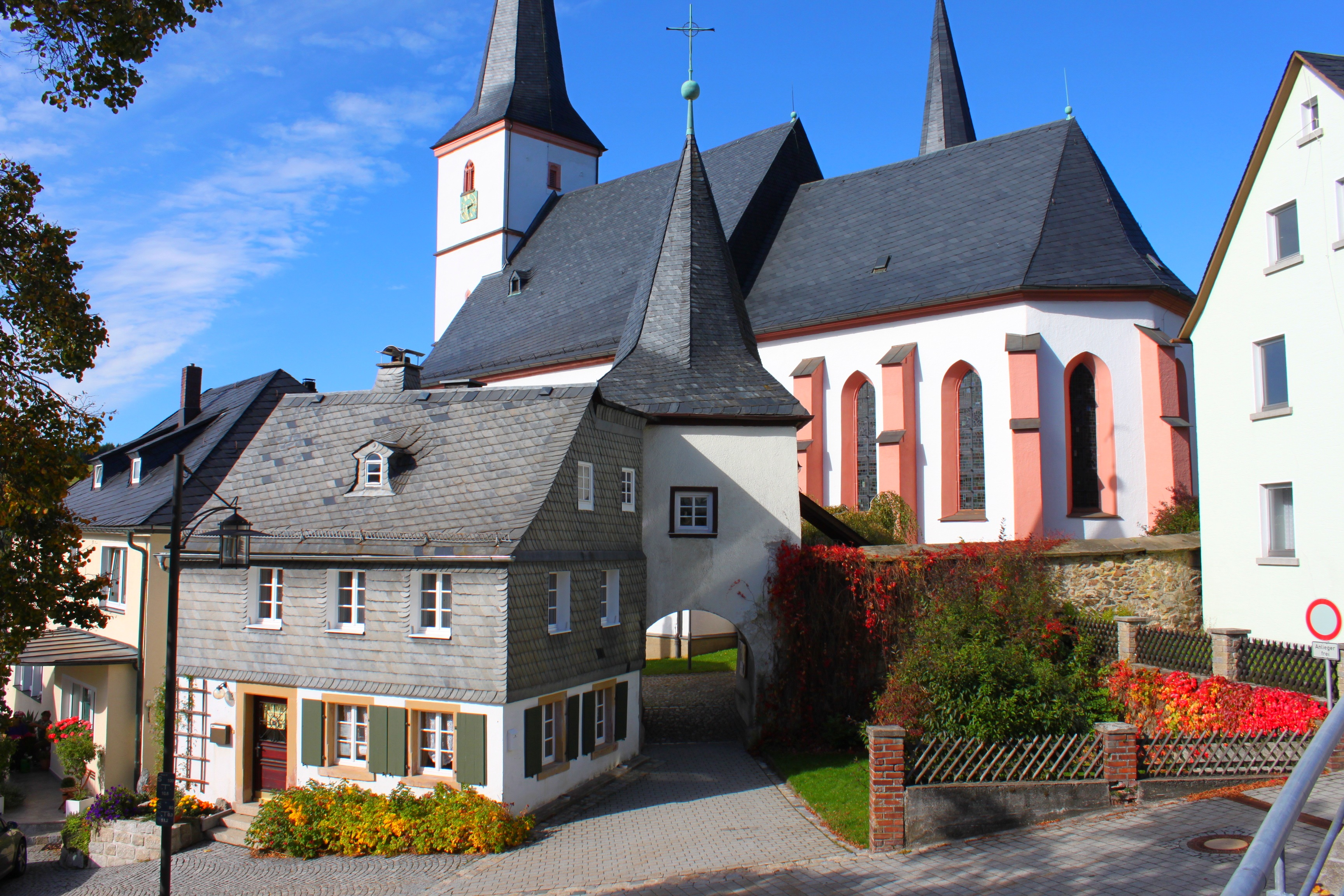
Kościół pw. Świętego Ducha (Zum Heilihen Geist) Grafengehaig